# 9143 Burkhead
A 9143 Burkhead (ideiglenes jelöléssel 1955 SF) a Naprendszer kisbolygóövében található aszteroida. Indiana University fedezte fel 1955. szeptember 16-án.